# Massimo Orlando
Massimo Orlando (San Donà di Piave, 26 maggio 1971) è un ex calciatore e allenatore di calcio italiano, di ruolo centrocampista.
In carriera ha vestito le maglie di Reggina, Juventus, Fiorentina, Milan, Atalanta e Pistoiese.
Nel 2022 veste i panni del commentatore radiofonico di partite di calcio per Radio Rai.

## Caratteristiche tecniche
Era un trequartista, a volte utilizzato anche esterno sinistro, molto dotato dal punto di vista tecnico, specie col piede mancino, molto abile nei passaggi e nei tiri (pur non essendo stato un gran finalizzatore). In età giovanile godeva di molta considerazione in prospettiva futura, in parte disattesa da infortuni in età più matura che ne hanno minato il rendimento.

## Carriera

### Giocatore
Inizia a muovere i primi passi nella Libertas Ceggia e in seguito viene prelevato dall'A.C. Fossalta Piave. 
Estroso fantasista all'età di 16 anni passa ed esordisce nel campionato Interregionale, nelle file del Conegliano.
Nel 1988 si trasferisce alla Reggina allenata da Nevio Scala, dove trascorre due stagioni, con 3 gol in 67 presenze. Con i calabresi in Serie B ottiene il quarto posto nel 1988-1989, perdendo lo spareggio per la Serie A ai tiri di rigore contro la Cremonese, e il sesto posto nella stagione 1989-1990.
Dopo un breve passaggio alla Juventus, che lo acquista dalla Reggina per 6 miliardi, si trasferisce alla Fiorentina, in cui milita per sei stagioni (la prima in prestito), dall'ottobre del 1990 al 1996-1997, con una parentesi al Milan nel 1994-1995 con 2 presenze. Con la Fiorentina conta in totale 17 gol in 126 presenze.
Nel 1997 si trasferisce all'Atalanta, dove ottiene 12 presenze e un gol nelle due annate seguenti. 
La sua carriera si chiude nelle file della Pistoiese nella stagione 1999-2000 in cui raccoglie solo una presenza a causa dell'ennesimo infortunio che lo costringe allo stop definitivo nel 2001.
Il bilancio totale della sua carriera calcistica è di 208 presenze e 21 gol.

### Dopo il ritiro
Inizialmente abbandona il mondo del calcio, entrando nel mondo della ristorazione. Successivamente il richiamo è forte e accetta l'offerta come commentatore sportivo per i canali del digitale terrestre Dahlia TV, ed è per un periodo anche commentatore tecnico nei programmi calcistici Rai.
Inoltre dall'inizio della stagione 2007-2008 è stato allenatore degli Esordienti Regionali ('95) della Fiorentina, ruolo che condivideva con un altro ex viola, Moreno Torricelli.
Dal gennaio 2015 è opinionista della Rai, inizialmente per le partite della Coppa Italia 2014-2015 e poi della Serie A.

## Palmarès

### Club

#### Competizioni internazionali
- Supercoppa UEFA: 1

Milan: 1994

#### Competizioni nazionali
- Coppa Italia: 1

Fiorentina: 1995-1996
- Supercoppa italiana: 2

Milan: 1994
Fiorentina: 1996
- Campionato italiano di Serie B: 1

Fiorentina: 1993-1994

### Nazionale
- Campionato d'Europa Under-21: 1

1992